# NGC 6253
NGC 6253 (również OCL 972 lub ESO 180-SC2) – gromada otwarta znajdująca się w gwiazdozbiorze Ołtarza. Odkrył ją James Dunlop 14 maja 1826 roku. Jest położona w odległości ok. 4,9 tys. lat świetlnych od Słońca.